# Équivalent-habitant
L'équivalent-habitant est une unité de mesure définie en France par l'article R2224-6 du Code général des collectivités territoriales comme la charge organique biodégradable ayant une demande biochimique en oxygène en cinq jours (DBO5) de soixante grammes d'oxygène par jour. Elle permet de déterminer facilement le dimensionnement des stations d'épuration en fonction de la charge polluante.

## Contexte en France
En France, un équivalent-habitant correspond à 60 g de la DBO5 (demande biologique en oxygène pour 5 jours), 135 g de la demande chimique en oxygène (DCO), 15 g d’azote total Kjeldahl (NTK) et 4 g de phosphore total dans une quantité quotidienne moyenne de 120 litres d'eau usée.

## Dimensionnement des systèmes

### D'épuration collectifs
Pour l'assainissement collectif, la mise en place de l'équivalent-habitant a facilité la communication entre les services techniques et l'administration. Ainsi, on fait l'approche entre, d'un côté, les unités de capacité de traitement, de volume et de charge organique, et de l'autre le nombre d'habitants d'une commune.

## Habitations individuelles
Comme l'équivalent-habitant inclut également des flux d'eaux usées autres que ceux provenant des usagers particuliers (eau de pluie, industrie), il est difficile de faire le lien entre l'équivalent-habitant et le nombre d'occupants d'une maison individuelle.
Ainsi, pour équiper une maison avec un système d'assainissement non collectif, l'arrêté du 7 mars 2012 stipule la règle 1 EH (équivalent-habitant) = 1 PP (pièce principale), sauf pour :
- les établissements recevant du public (dimensionnement suivant capacité d'accueil) ;
- les habitations individuelles où le nombre d'occupants est disproportionné par rapport au nombre de PP (dimensionnement suivant les besoins réels).

Cette règle évite le surdimensionnement de systèmes comme la microstation d'épuration qui peut provoquer une diminution du rendement épuratoire de ce matériel.
L’article R.111-1-1 définit une pièce principale comme étant une unité destinée au séjour ou au sommeil, excluant ainsi les pièces de service (cuisines, cabinets d’aisance, salles d’eau, etc.)
Une pièce principale doit également avoir une hauteur sous plafond d’au moins 2,30 mètres et une surface de plus de 7 m2 et doit disposer d’une ouverture qui permet de laisser passer la lumière et d’aérer l’intérieur de la pièce.

## Établissements recevant du public
Pour déterminer la capacité de traitement d'un système épuratoire pour un établissement recevant du public, il suffit d'appliquer le ratio correspondant à l'activité et de le multiplier avec la capacité d'accueil du bâtiment.
Quelques exemples de ratio:
| Bâtiment ou complexe                                 | Nombre d’équivalent-habitant (EH)                                                       |
| Usine, atelier                                       | 1 ouvrier = 1/2 EH                                                                      |
| Bureau                                               | 1 employé = 1/3 EH                                                                      |
| École sans bains, douche ni cuisine (externat)*      | 1 élève = 1/10 EH                                                                       |
| École avec bains sans cuisine (externat)*            | 1 élève = 1/5 EH                                                                        |
| École avec bains et cuisine (externat)*              | 1 élève = 1/3 EH                                                                        |
| Ecole avec bains et cuisine (internat)*              | 1 élève = 1 EH                                                                          |
| Hôtel, gîte, pension*                                | 1 lit simple = 1 EH, 1 lit double = 2 EH                                                |
| Camping – emplacements de passage                    | 1 emplacement = 1,5 EH                                                                  |
| Camping – emplacements résidentiels                  | 1 emplacement résidentiel = 2 EH                                                        |
| Caserne                                              | 1 personne (prévue) = 1 EH                                                              |
| Restaurant*                                          | 1 couvert servi = 1/4 EH Nbre EH = 1/4 EH x nombre moyen de couverts servis chaque jour |
| Bar, discothèque, salle de réception de fêtes*       | 1 place = 1/20 EH                                                                       |
| Théâtre, cinéma, salle de fêtes, débits de boissons* | 1 place = 1/30 EH                                                                       |
| Plaine de sport, centre équestre*                    | 1 place = 1/20 EH                                                                       |
| Home, centre spécifique de soins, prisons*           | 1 lit = 1,5 EH                                                                          |

Pour les bâtiments ou complexes annotés d’un astérisque, le nombre d’EH calculé d’après le tableau est augmenté de 1/2 EH par membre du personnel attaché à l’établissement. Dans la détermination de la capacité utile nécessaire, il y a lieu de tenir compte d’une augmentation éventuelle du nombre d’usagers du bâtiment ou du complexe raccordé.